# Lætitia Ohnona
« Cours criminelles » redirige ici. Pour l’article homophone, voir Cour criminelle.
Lætitia Ohnona est une documentariste française. Elle explore les phénomènes de société sous l'angle judiciaire, en particulier les violences sexuelles.

## Biographie
Lætitia Ohnona obtient sa maîtrise à l'Institut supérieur de la communication, de la presse et de l'audiovisuel (ISCPA) de Paris.
En 2019, Lætitia Ohnona réalise Elle l’a bien cherché (ARTE). Dans ce documentaire, elle suit le parcours judiciaire de quatre femmes victimes de viol. Cela va du dépôt de plainte, aux auditions au commissariat, à la confrontation avec le suspect, aux examens et soins médicaux, à l'évaluation psychiatrique des séquelles.
En 2022, Lætitia Ohnona réalise Cours criminelles (LCP). Ce documentaire montre un procès pour viol incestueux devant la cour criminelle départementale de Caen. Cette juridiction est une expérimentation lancée en septembre 2019. Elle est composée uniquement de magistrats. Elle traite les crimes punis jusqu’à vingt ans de réclusion criminelle. Les cours criminelles seront généralisées sur l'ensemble du territoire français au 1er janvier 2023.

## Documentaires
- Le doc du dimanche, France 5, 52 min, 2008
- Fabriquer le vivant, ARTE, 52 min, 2012
- Elle l’a bien cherché, ARTE, 52 min, 2019
- Cours criminelles, LCP, 52 min, 2022
- Pédocriminels, la traque, ARTE, 92 min, 2024